# Dallas-Fort Worth Film Critics Association Award per il miglior attore
Il Dallas-Fort Worth Film Critics Association Award per il miglior attore (Dallas-Fort Worth Film Critics Association Award for Best Actor) è una categoria di premi assegnata dalla Dallas-Fort Worth Film Critics Association per il miglior attore dell'anno.

## Vincitori
I vincitori sono indicati in grassetto.

### Anni 1990
- 1990
  1. Jeremy Irons - Il mistero Von Bulow (Reversal of Fortune)
  2. Gérard Depardieu - Cyrano de Bergerac
  3. Richard Harris - Il campo (The Field)
- 1991: Anthony Hopkins - Il silenzio degli innocenti (The Silence of the Lambs)
- 1992: Denzel Washington - Malcolm X
- 1993: Anthony Hopkins - Quel che resta del giorno (The Remains of the Day)
- 1994: Tom Hanks - Forrest Gump
- 1995: Nicolas Cage - Via da Las Vegas (Leaving Las Vegas)
- 1996: Geoffrey Rush - Shine
- 1997: Peter Fonda - L'oro di Ulisse (Ulee's Gold)
- 1998: Jim Carrey - The Truman Show
- 1999: Kevin Spacey - American Beauty

### Anni 2000
- 2000
  1. Russell Crowe - Il gladiatore (Gladiator)
  2. Sean Connery - Scoprendo Forrester (Finding Forrester)
  3. Michael Douglas - Wonder Boys
  4. Tom Hanks - Cast Away
  5. Geoffrey Rush - Quills - La penna dello scandalo (Quills)
- 2001
  1. Russell Crowe - A Beautiful Mind
  2. Will Smith - Alì (Ali)
  3. Billy Bob Thornton - L'uomo che non c'era (The Man Who Wasn't There)
  4. Denzel Washington - Training Day
  5. Tom Wilkinson - In the Bedroom
- 2002
  1. Jack Nicholson - A proposito di Schmidt (About Schmidt)
  2. Adrien Brody - Il pianista (The Pianist)
  3. Nicolas Cage - Il ladro di orchidee (Adaptation)
  4. Daniel Day-Lewis - Gangs of New York
  5. Robin Williams - One Hour Photo
- 2003
  1. Sean Penn - Mystic River
  2. Johnny Depp - La maledizione della prima luna (Pirates of the Caribbean: The Curse of the Black Pearl)
  3. Paul Giamatti - American Splendor
  4. Ben Kingsley - La casa di sabbia e nebbia (House of Sand and Fog)
  5. Bill Murray - Lost in Translation - L'amore tradotto (Lost in Translation)
- 2004
  1. Paul Giamatti - Sideways - In viaggio con Jack (Sideways)
  2. Don Cheadle - Hotel Rwanda
  3. Johnny Depp - Neverland - Un sogno per la vita (Finding Neverland)
  4. Leonardo DiCaprio - The Aviator
  5. Jamie Foxx - Ray
- 2005
  1. Philip Seymour Hoffman - Truman Capote - A sangue freddo (Capote)
  2. Heath Ledger - I segreti di Brokeback Mountain (Brokeback Mountain)
  3. David Strathairn - Good Night, and Good Luck.
  4. Joaquin Phoenix - Quando l'amore brucia l'anima - Walk the Line (Walk the Line)
  5. Russell Crowe - Cinderella Man - Una ragione per lottare (Cinderella Man)
- 2006
  1. Forest Whitaker - L'ultimo re di Scozia (The Last King of Scotland)
  2. Leonardo DiCaprio - The Departed - Il bene e il male (The Departed)
  3. Ryan Gosling - Half Nelson
  4. Peter O'Toole - Venus
  5. Leonardo DiCaprio - Blood Diamond - Diamanti di sangue (Blood Diamond)
- 2007
  1. Daniel Day-Lewis - Il petroliere (There Will Be Blood)
  2. George Clooney - Michael Clayton
  3. Emile Hirsch - Into the Wild - Nelle terre selvagge (Into the Wild)
  4. Tommy Lee Jones - Nella valle di Elah (In the Valley of Elah)
  5. Frank Langella - Starting Out in the Evening
- 2008
  1. Sean Penn - Milk
  2. Mickey Rourke - The Wrestler
  3. Frank Langella - Frost/Nixon - Il duello (Frost/Nixon)
  4. Brad Pitt - Il curioso caso di Benjamin Button (The Curious Case of Benjamin Button)
  5. Richard Jenkins - L'ospite inatteso (The Visitor)
- 2009
  1. George Clooney - Tra le nuvole (Up in the Air)
  2. Jeff Bridges - Crazy Heart
  3. Jeremy Renner - The Hurt Locker
  4. Colin Firth - A Single Man
  5. Morgan Freeman - Invictus - L'invincibile (Invictus)

### Anni 2010
- 2010
  1. James Franco - 127 ore (127 Hours)
  2. Colin Firth - Il discorso del re (The King's Speech)
  3. Jesse Eisenberg - The Social Network
  4. Robert Duvall - The Funeral Party (Get Low)
  5. Michael Douglas - Solitary Man
- 2011
  1. George Clooney - Paradiso amaro (The Descendants)
  2. Jean Dujardin - The Artist
  3. Michael Fassbender - Shame
  4. Brad Pitt - L'arte di vincere (Moneyball)
  5. Michael Shannon - Take Shelter
- 2012
  1. Daniel Day-Lewis - Lincoln
  2. Joaquin Phoenix - The Master
  3. John Hawkes - The Sessions - Gli incontri (The Sessions)
  4. Hugh Jackman - Les Misérables
  5. Denzel Washington - Flight
- 2013
  1. Matthew McConaughey - Dallas Buyers Club
  2. Chiwetel Ejiofor - 12 anni schiavo (12 Years a Slave)
  3. Bruce Dern - Nebraska
  4. Tom Hanks - Captain Phillips - Attacco in mare aperto (Captain Phillips)
  5. Leonardo DiCaprio - The Wolf of Wall Street
- 2014
  1. Michael Keaton - Birdman (Birdman or (The Unexpected Virtue of Ignorance))
  2. Eddie Redmayne - La teoria del tutto (The Theory of Everything)
  3. Benedict Cumberbatch - The Imitation Game
  4. Jake Gyllenhaal - Lo sciacallo - Nightcrawler (Nightcrawler)
  5. Timothy Spall - Turner (Mr. Turner)
- 2015
  1. Leonardo DiCaprio - Revenant - Redivivo (The Revenant)
  2. Michael Fassbender - Steve Jobs
  3. Eddie Redmayne - The Danish Girl
  4. Matt Damon - Sopravvissuto - The Martian (The Martian)
  5. Johnny Depp - Black Mass - L'ultimo gangster (Black Mass)
- 2016
  1. Casey Affleck - Manchester by the Sea
  2. Denzel Washington - Barriere (Fences)
  3. Joel Edgerton - Loving - L'amore deve nascere libero (Loving)
  4. Ryan Gosling - La La Land
  5. Tom Hanks - Sully
- 2017
  1. Gary Oldman -  L'ora più buia (Darkest Hour)
  2. James Franco -  The Disaster Artist
  3. Daniel Day-Lewis -  Il filo nascosto (Phantom Thread)
  4. Timothée Chalamet -  Chiamami col tuo nome (Call Me by Your Name)
  5. Tom Hanks -  The Post
- 2018
  1. Christian Bale - Vice - L'uomo nell'ombra (Vice)
  2. Rami Malek - Bohemian Rhapsody
  3. Bradley Cooper - A Star Is Bor
  4. Ethan Hawke - First Reformed - La creazione a rischio (First Reformed)
  5. Viggo Mortensen - Green Book
- 2019
  1. Adam Driver - Storia di un matrimonio (Marriage Story)
  2. Joaquin Phoenix - Joker
  3. Antonio Banderas - Dolor y gloria
  4. Leonardo DiCaprio - C'era una volta a... Hollywood (Once Upon a Time in... Hollywood)
  5. Robert De Niro - The Irishman

### Anni 2020
- 2020
  1. Chadwick Boseman - Ma Rainey's Black Bottom
  2. Riz Ahmed - Sound of Metal
  3. Gary Oldman - Mank
  4. Delroy Lindo - Da 5 Bloods - Come fratelli (Da 5 Bloods)
  5. Anthony Hopkins - The Father - Nulla è come sembra (The Father)
- 2021[1]
  1. Benedict Cumberbatch - Il potere del cane (The Power of the Dog)
  2. Will Smith - Una famiglia vincente - King Richard (King Richard)
  3. Andrew Garfield - Tick, Tick... Boom!
  4. Peter Dinklage - Cyrano
  5. Denzel Washington - Macbeth (The Tragedy of Macbeth)
- 2022[2]
  1. Colin Farrell - Gli spiriti dell'isola (The Banshees of Inisherin)
  2. Brendan Fraser - The Whale
  3. Austin Butler - Elvis
  4. Bill Nighy - Living
  5. Tom Cruise - Top Gun: Maverick
- 2023[3]
  1. Cillian Murphy – Oppenheimer
  2. Paul Giamatti – The Holdovers - Lezioni di vita (The Holdovers)
  3. Bradley Cooper – Maestro
  4. Jeffrey Wright – American Fiction
  5. Leonardo DiCaprio – Killers of the Flower Moon ex aequo Colman Domingo – Rustin
- 2024[4]
  1. Ralph Fiennes – Conclave
  2. Adrien Brody – The Brutalist
  3. Timothée Chalamet – A Complete Unknown
  4. Colman Domingo – Sing Sing
  5. Hugh Grant – Heretic